# Тростянецкая улица (Киев)
Тростяне́цкая улица — улица в Дарницком районе Киева, микрорайоны Новая Дарница и Харьковский массив. Проходит от улицы Ревуцкого до конца застройки (лесопосадка).
Примыкают улицы: Архитектора Вербицкого, Горловская, Урожайная, Харьковское шоссе, улица Дениса Антипова, Тростянецкий переулок, улицы Севастопольская, Санаторная, Сентябрьская, Николая Винграновского, переулки Игоря Качуровского, Надежды Светличной.

## История
Возникла не позднее конца 1930-х под названием 47-я Новая (проходила от безымянной улицы, позже названной Каменской, до 189-й Новой улицы). В 1940-х годах продолжена на восток в виде 602-й Новой улицы. Современное название (после объединения двух частей улицы) носит с 1953 года. В 1990 году от улицы отделили Полесскую улицу. 
- Западная часть улицы